# Plemenšćina
Plemenšćina falu Horvátországban Varasd megyében. Közigazgatásilag Klenovnikhoz  tartozik.

## Fekvése
Varasdtól 20 km-re nyugatra, községközpontjától 2 km-re északra fekszik.

## Története
1857-ben 133, 1910-ben 241 lakosa volt. A trianoni békeszerződésig Varasd vármegye Ivaneci járáshoz tartozott. 2001-ben a falunak 47 háztartása és 141 lakosa volt.

## Külső hivatkozások
- A község független internetes portálja